# Montreal ePrix 2017
Der Montreal ePrix 2017 (offiziell: 2017 FIA Formula E Hydro-Québec Montréal ePrix) fand am 29. und 30. Juli auf der Formel-E-Rennstrecke Montreal in Montreal statt und war das elfte sowie das zwölfte Rennen und somit das Saisonfinale der FIA-Formel-E-Meisterschaft 2016/17. Es handelte sich um den ersten Montreal ePrix und um die ersten Rennen der FIA-Formel-E-Meisterschaft in Kanada.

## Bericht

### Hintergrund
Nach dem New York City ePrix führte Sébastien Buemi in der Fahrerwertung mit zehn Punkten vor Lucas di Grassi und mit 53 Punkten vor Felix Rosenqvist. Bei insgesamt 58 zu vergebenden Punkten hatte außer diesen drei Fahrern nur noch Sam Bird rechnerische Chancen auf den Gewinn der Fahrermeisterschaft, der 57 Punkte hinter Buemi lag. In der Teamwertung hatte Renault e.dams 65 Punkte Vorsprung auf ABT Schaeffler Audi Sport und 77 Punkte Vorsprung auf Mahindra Racing. Nur noch diese drei Teams hatten rechnerische Chancen auf den Gewinn der Teamwertung.
Nachdem sie die Rennen in New York City wegen einer Terminüberschneidung mit der FIA-Langstrecken-Weltmeisterschaft auslassen mussten, traten Buemi und José María López bei diesem Rennen wieder an.
Buemi, di Grassi und Jean-Éric Vergne erhielten im ersten Rennen einen sogenannten FanBoost, sie durften die Leistung ihres zweiten Fahrzeugs einmal auf bis zu 200 kW erhöhen und so bis zu 100 Kilojoule Energie zusätzlich verwenden. Di Grassi erhielt den elften FanBoost im elften Saisonrennen und den achtzehnten in der FIA-Formel-E-Meisterschaft. Für Buemi war es der neunte FanBoost in dieser Saison und für Vergne der zweite.
Daniel Abt, Buemi und di Grassi erhielten im zweiten Rennen den FanBoost. Di Grassi erhielt somit in allen zwölf Saisonrennen einen FanBoost, Buemi in allen zehn Rennen, in denen er antrat. Für Abt war es der siebte FanBoost in dieser Saison.

### Renntag eins

#### Training
Im ersten freien Training fuhr di Grassi in 1:22,451 Minuten die Bestzeit vor Sam Bird und Vergne.
Im zweiten freien Training war Nicolas Prost mit einer Rundenzeit von 1:22,180 Minuten Schnellster vor Vergne und Rosenqvist. Das Training wurde fünf Minuten vor dem Ende nach einem Unfall von Buemi abgebrochen.

#### Qualifying
Das Qualifying begann um 12:00 Uhr und fand in vier Gruppen zu je fünf Fahrern statt, jede Gruppe hatte sechs Minuten Zeit, in der die Piloten maximal eine gezeitete Runde mit einer Leistung 170 kW und anschließend maximal eine gezeitete Runde mit einer Leistung von 200 kW fahren durften. Di Grassi war mit einer Rundenzeit von 1:23,026 Minuten Schnellster. Bird, Engel und López nutzten auch auf ihrer zweiten gezeiteten Runde nur 170 kW. Jérôme D’Ambrosio schaffte es nicht, vor Ende der sechs Minuten seine gezeitete Runde mit 200 kW zu starten, sondern fuhr kurz nach dem Ende der Zeit über die Ziellinie. Da er dennoch die folgende Runde zu Ende fuhr, leiteten die Rennkommissare eine Untersuchung gegen ihn ein. Diese wurde jedoch eingestellt, da D’Ambrosio die Zielflagge zuvor nicht sehen konnte.
Die fünf schnellsten Fahrer fuhren anschließend im Superpole genannten Einzelzeitfahren die ersten fünf Positionen aus. Di Grassi sicherte sich mit einer Rundenzeit von 1:22,869 Minuten die Pole-Position und damit drei Punkte. Er verkürzte den Rückstand in der Fahrerwertung auf Buemi somit auf sieben Punkte. Die weiteren Positionen belegten Buemi, Stéphane Sarrazin, Rosenqvist und Prost, dessen Zeit in der Superpole annulliert wurde, da sein Fahrzeug unter dem Mindestgewicht lag.
Buemi wurde um zehn Startplätze nach hinten versetzt, da bei seinem Fahrzeug nach dem Unfall im freien Training die Batterie gewechselt werden musste.

#### Rennen
Das Rennen ging über 35 Runden. Die Mindestzeit für den Fahrzeugwechsel betrug 57 Sekunden.
Di Grassi gewann vor Vergne und Sarrazin. Die restlichen Punkteplatzierungen belegten Buemi, Abt, Bird, Prost, Mitch Evans, Robin Frijns und Rosenqvist. Der Punkt für die schnellste Rennrunde ging an Loïc Duval.
Nach dem Rennen wurde Buemi disqualifiziert, da beim Wiegen festgestellt wurde, dass das beim Unfall im freien Training beschädigte und anschließend reparierte Fahrzeug unter dem Mindestgewicht lag. Somit rückten alle Fahrer ab Rang fünf in der Wertung einen Platz auf, den zehnten Platz und den letzten Punkt für die Meisterschaftswertung erzielte Tom Dillmann.
Di Grassi übernahm somit die Führung in der Gesamtwertung mit 18 Punkten vor Buemi, neuer Dritter war Bird, der jedoch nicht mehr Meister werden konnte. In der Teamwertung lag Renault e.dams nun 33 Punkte vor ABT Schaeffler Audi Sport, Mahindra Racing blieb Dritter.

### Renntag zwei

#### Training
Im ersten freien Training fuhr di Grassi in 1:21,442 Minuten die Bestzeit vor Prost und Buemi.
Rosenqvist war im zweiten freien Training in 1:21,183 Minuten Schnellster vor Buemi und López.

#### Qualifying
Das Qualifying begann um 12:00 Uhr und fand in vier Gruppen zu je fünf Fahrern statt, jede Gruppe hatte sechs Minuten Zeit, in der die Piloten maximal eine gezeitete Runde mit einer Leistung 170 kW und anschließend maximal eine gezeitete Runde mit einer Leistung von 200 kW fahren durften. Bird war mit einer Rundenzeit von 1:22,012 Minuten Schnellster.
Die fünf schnellsten Fahrer fuhren anschließend im Superpole genannten Einzelzeitfahren die ersten fünf Positionen aus. Rosenqvist sicherte sich mit einer Rundenzeit von 1:22,344 Minuten die Pole-Position und damit drei Punkte. Die weiteren Positionen belegten Bird, Vergne, Heidfeld und di Grassi.
Prost wurde um zwanzig Startplätze nach hinten versetzt, da bei seinem Fahrzeug nach einem Brand am Vortag der Motor und der Inverter gewechselt werden mussten. Da dies von Startplatz sieben nicht möglich war, wurde der Rest der Strafe in eine Zeitstrafe umgewandelt.

#### Rennen
Das Rennen ging über 37 Runden. Die Mindestzeit für den Fahrzeugwechsel betrug erneut 57 Sekunden.
Vergne gewann vor Rosenqvist und López. Die restlichen Punkteplatzierungen belegten Bird, Heidfeld, Abt, di Grassi, Sarrazin, D’Ambrosio und Dillmann. Der Punkt für die schnellste Rennrunde ging an Prost.
Di Grassi gewann somit die Fahrerwertung vor Buemi, Rosenqvist sicherte sich den dritten Platz. Renault.edams verteidigte den Titel in der Teamwertung vor ABT Schaeffler Audi Sport und Mahindra Racing.

## Meldeliste
Alle Teams und Fahrer verwendeten Reifen von Michelin.
| Team                            | Fahrzeug            | Nr. | Fahrer                 |
| ------------------------------- | ------------------- | --- | ---------------------- |
| Renault e.dams                  | Renault Z.E.16      | 08  | Nicolas Prost          |
| Renault e.dams                  | Renault Z.E.16      | 09  | Sébastien Buemi        |
| ABT Schaeffler Audi Sport       | ABT Schaeffler FE02 | 11  | Lucas di Grassi        |
| ABT Schaeffler Audi Sport       | ABT Schaeffler FE02 | 66  | Daniel Abt             |
| DS Virgin Racing Formula E Team | Virgin DSV-02       | 02  | Sam Bird               |
| DS Virgin Racing Formula E Team | Virgin DSV-02       | 37  | José María López       |
| Faraday Future Dragon Racing    | Penske 701-EV       | 06  | Loïc Duval             |
| Faraday Future Dragon Racing    | Penske 701-EV       | 07  | Jérôme D’Ambrosio      |
| Mahindra Racing Formula E Team  | Mahindra M3ELECTRO  | 19  | Felix Rosenqvist       |
| Mahindra Racing Formula E Team  | Mahindra M3ELECTRO  | 23  | Nick Heidfeld          |
| Venturi Formula E Team          | Venturi VM200-FE-02 | 04  | Tom Dillmann           |
| Venturi Formula E Team          | Venturi VM200-FE-02 | 05  | Maro Engel             |
| Andretti Formula E              | Andretti ATEC-02    | 27  | Robin Frijns           |
| Andretti Formula E              | Andretti ATEC-02    | 28  | António Félix da Costa |
| Techeetah                       | Renault Z.E.16      | 25  | Jean-Éric Vergne       |
| Techeetah                       | Renault Z.E.16      | 33  | Stéphane Sarrazin      |
| NextEV NIO                      | NextEV 700R         | 03  | Nelson Piquet jr.      |
| NextEV NIO                      | NextEV 700R         | 88  | Oliver Turvey          |
| Panasonic Jaguar Racing         | Jaguar I-Type 1     | 20  | Mitch Evans            |
| Panasonic Jaguar Racing         | Jaguar I-Type 1     | 47  | Adam Carroll           |

## Klassifikationen

### Renntag eins

#### Qualifying
| Pos.                                                                   | Fahrer                 | Team                            | Zeit     | Superpole | Start |
| ---------------------------------------------------------------------- | ---------------------- | ------------------------------- | -------- | --------- | ----- |
| 01                                                                     | Lucas di Grassi        | ABT Schaeffler Audi Sport       | 1:23,026 | 1:22,869  | 01    |
| 02                                                                     | Sébastien Buemi        | Renault e.dams                  | 1:23,053 | 1:23,065  | 12    |
| 03                                                                     | Stéphane Sarrazin      | Techeetah                       | 1:23,138 | 1:23,179  | 02    |
| 04                                                                     | Felix Rosenqvist       | Mahindra Racing Formula E Team  | 1:23,232 | 1:24,351  | 03    |
| 05                                                                     | Nicolas Prost          | Renault e.dams                  | 1:23,239 | 1:23,330  | 04    |
| 06                                                                     | Jean-Éric Vergne       | Techeetah                       | 1:23,398 | –         | 05    |
| 07                                                                     | Mitch Evans            | Panasonic Jaguar Racing         | 1:23,532 | –         | 06    |
| 08                                                                     | Adam Carroll           | Panasonic Jaguar Racing         | 1:23,869 | –         | 07    |
| 09                                                                     | Oliver Turvey          | NextEV NIO                      | 1:23,923 | –         | 08    |
| 10                                                                     | Tom Dillmann           | Venturi Formula E Team          | 1:23,931 | –         | 09    |
| 11                                                                     | Loïc Duval             | Faraday Future Dragon Racing    | 1:23,999 | –         | 10    |
| 12                                                                     | Daniel Abt             | ABT Schaeffler Audi Sport       | 1:24,302 | –         | 11    |
| 13                                                                     | Robin Frijns           | Andretti Formula E              | 1:24,622 | –         | 13    |
| 14                                                                     | Nick Heidfeld          | Mahindra Racing Formula E Team  | 1:24,769 | –         | 14    |
| 15                                                                     | António Félix da Costa | Andretti Formula E              | 1:24,805 | –         | 15    |
| 16                                                                     | José María López       | DS Virgin Racing Formula E Team | 1:25,297 | –         | 16    |
| 17                                                                     | Maro Engel             | Venturi Formula E Team          | 1:25,369 | –         | 17    |
| 18                                                                     | Sam Bird               | DS Virgin Racing Formula E Team | 1:25,770 | –         | 18    |
| 19                                                                     | Nelson Piquet jr.      | NextEV NIO                      | 1:26,165 | –         | 19    |
| 110-Prozent-Zeit: 1:31,329 min (bezogen auf Bestzeit von 1:23,026 min) |                        |                                 |          |           |       |
| —                                                                      | Jérôme D’Ambrosio      | Faraday Future Dragon Racing    | 1:36,580 | –         | 20    |

1. ↑  Buemi wurde um zehn Startplätze nach hinten versetzt, da bei seinem Fahrzeug die Batterie gewechselt wurde.
2. ↑  Die Superpole-Zeit von Prost wurden wegen zu niedrigen Fahrzeuggewichtes gestrichen.
3. ↑  Obwohl er sich nicht qualifiziert hatte, wurde D’Ambrosio erlaubt zu starten, da er im freien Training ausreichend schnell gewesen war.

#### Rennen
| Pos. | Fahrer                 | Team                            | Runden | Zeit      | Start | Schnellste Runde |
| ---- | ---------------------- | ------------------------------- | ------ | --------- | ----- | ---------------- |
| 01   | Lucas di Grassi        | ABT Schaeffler Audi Sport       | 35     | 56:55,592 | 01    | 1:25,130 (34.)   |
| 02   | Jean-Éric Vergne       | Techeetah                       | 35     | + 0,350   | 05    | 1:25,149 (34.)   |
| 03   | Stéphane Sarrazin      | Techeetah                       | 35     | + 7,869   | 02    | 1:25,386 (34.)   |
| 04   | Daniel Abt             | ABT Schaeffler Audi Sport       | 35     | + 8,592   | 11    | 1:25,444 (33.)   |
| 05   | Sam Bird               | DS Virgin Racing Formula E Team | 35     | + 8,913   | 18    | 1:24,904 (32.)   |
| 06   | Nicolas Prost          | Renault e.dams                  | 35     | + 10,058  | 04    | 1:24,760 (32.)   |
| 07   | Mitch Evans            | Panasonic Jaguar Racing         | 35     | + 10,457  | 06    | 1:25,488 (34.)   |
| 08   | Robin Frijns           | Andretti Formula E              | 35     | + 15,836  | 13    | 1:25,791 (33.)   |
| 09   | Felix Rosenqvist       | Mahindra Racing Formula E Team  | 35     | + 16,764  | 03    | 1:25,982 (30.)   |
| 10   | Tom Dillmann           | Venturi Formula E Team          | 35     | + 19,320  | 09    | 1:26,215 (35.)   |
| 11   | Jérôme D’Ambrosio      | Faraday Future Dragon Racing    | 35     | + 20,229  | 20    | 1:26,388 (34.)   |
| 12   | Maro Engel             | Venturi Formula E Team          | 35     | + 22,314  | 17    | 1:26,657 (30.)   |
| 13   | Nelson Piquet jr.      | NextEV NIO                      | 35     | + 23,145  | 19    | 1:26,492 (30.)   |
| 14   | António Félix da Costa | Andretti Formula E              | 35     | + 34,786  | 15    | 1:26,106 (12.)   |
| 15   | Oliver Turvey          | NextEV NIO                      | 35     | + 46,996  | 08    | 1:26,311 (34.)   |
| 16   | Adam Carroll           | Panasonic Jaguar Racing         | 35     | + 49,612  | 07    | 1:25,400 (31.)   |
| —    | Loïc Duval             | Faraday Future Dragon Racing    | 26     | DNF       | 10    | 1:24,536 (19.)   |
| —    | José María López       | DS Virgin Racing Formula E Team | 23     | DNF       | 16    | 1:26,128 (12.)   |
| —    | Nick Heidfeld          | Mahindra Racing Formula E Team  | 13     | DNF       | 14    | 1:26,311 (11.)   |
| —    | Sébastien Buemi        | Renault e.dams                  | 35     | DSQ       | 12    | 1:24,978 (32.)   |

### Renntag zwei

#### Qualifying
| Pos.                                                                   | Fahrer                 | Team                            | Zeit     | Superpole | Start |
| ---------------------------------------------------------------------- | ---------------------- | ------------------------------- | -------- | --------- | ----- |
| 01                                                                     | Felix Rosenqvist       | Mahindra Racing Formula E Team  | 1:22,051 | 1:22,344  | 01    |
| 02                                                                     | Sam Bird               | DS Virgin Racing Formula E Team | 1:22,012 | 1:22,559  | 02    |
| 03                                                                     | Jean-Éric Vergne       | Techeetah                       | 1:22,378 | 1:22,769  | 03    |
| 04                                                                     | Nick Heidfeld          | Mahindra Racing Formula E Team  | 1:22,423 | 1:23,041  | 04    |
| 05                                                                     | Lucas di Grassi        | ABT Schaeffler Audi Sport       | 1:22,459 | 1:23,557  | 05    |
| 06                                                                     | Daniel Abt             | ABT Schaeffler Audi Sport       | 1:22,694 | –         | 06    |
| 07                                                                     | Nicolas Prost          | Renault e.dams                  | 1:22,721 | –         | 20    |
| 08                                                                     | Tom Dillmann           | Venturi Formula E Team          | 1:22,822 | –         | 07    |
| 09                                                                     | Nelson Piquet jr.      | NextEV NIO                      | 1:22,972 | –         | 08    |
| 10                                                                     | Stéphane Sarrazin      | Techeetah                       | 1:23,057 | –         | 09    |
| 11                                                                     | Jérôme D’Ambrosio      | Faraday Future Dragon Racing    | 1:23,058 | –         | 10    |
| 12                                                                     | José María López       | DS Virgin Racing Formula E Team | 1:23,313 | –         | 11    |
| 13                                                                     | Loïc Duval             | Faraday Future Dragon Racing    | 1:23,337 | –         | 12    |
| 14                                                                     | Sébastien Buemi        | Renault e.dams                  | 1:23,372 | –         | 13    |
| 15                                                                     | António Félix da Costa | Andretti Formula E              | 1:23,635 | –         | 14    |
| 16                                                                     | Robin Frijns           | Andretti Formula E              | 1:23,655 | –         | 15    |
| 17                                                                     | Oliver Turvey          | NextEV NIO                      | 1:23,709 | –         | 16    |
| 18                                                                     | Mitch Evans            | Panasonic Jaguar Racing         | 1:23,755 | –         | 17    |
| 19                                                                     | Maro Engel             | Venturi Formula E Team          | 1:23,811 | –         | 18    |
| 20                                                                     | Adam Carroll           | Panasonic Jaguar Racing         | 1:24,024 | –         | 19    |
| 110-Prozent-Zeit: 1:30,213 min (bezogen auf Bestzeit von 1:22,012 min) |                        |                                 |          |           |       |

1. ↑  Prost wurde wegen eines Wechsels von Motor und Inverter um zwanzig Positionen nach hinten versetzt.

## Meisterschaftsstände nach den Rennen
Die ersten zehn der beiden Rennen bekamen 25, 18, 15, 12, 10, 8, 6, 4, 2 bzw. 1 Punkt(e). Zusätzlich gab es drei Punkte für die Pole-Position und einen Punkt für die schnellste Rennrunde.

### Fahrerwertung
| Pos. | Fahrer            | Team                             | Punkte |
| ---- | ----------------- | -------------------------------- | ------ |
| 01   | Lucas di Grassi   | ABT Schaeffler Audi Sport        | 181    |
| 02   | Sébastien Buemi   | Renault e.dams                   | 157    |
| 03   | Felix Rosenqvist  | Mahindra Racing Formula E Team   | 127    |
| 04   | Sam Bird          | DS Virgin Racing Formula E Team  | 122    |
| 05   | Jean-Éric Vergne  | Techeetah                        | 117    |
| 06   | Nicolas Prost     | Renault e.dams                   | 93     |
| 07   | Nick Heidfeld     | Mahindra Racing Formula E Team   | 88     |
| 08   | Daniel Abt        | ABT Schaeffler Audi Sport        | 67     |
| 09   | José María López  | DS Virgin Racing Formula E Team  | 65     |
| 10   | Stéphane Sarrazin | Venturi Formula E Team Techeetah | 36     |
| 11   | Nelson Piquet jr. | NextEV NIO                       | 33     |
| 12   | Oliver Turvey     | NextEV NIO                       | 26     |

| Pos. | Fahrer                 | Team                            | Punkte |
| ---- | ---------------------- | ------------------------------- | ------ |
| 13   | Robin Frijns           | Andretti Formula E              | 24     |
| 14   | Mitch Evans            | Panasonic Jaguar Racing         | 22     |
| 15   | Loïc Duval             | Faraday Future Dragon Racing    | 20     |
| 16   | Pierre Gasly           | Renault e.dams                  | 18     |
| 17   | Maro Engel             | Venturi Formula E Team          | 16     |
| 18   | Jérôme D’Ambrosio      | Faraday Future Dragon Racing    | 13     |
| 19   | Tom Dillmann           | Venturi Formula E Team          | 12     |
| 20   | António Félix da Costa | Andretti Formula E              | 10     |
| 21   | Adam Carroll           | Panasonic Jaguar Racing         | 5      |
| 22   | Esteban Gutiérrez      | Techeetah                       | 5      |
| 23   | Alex Lynn              | DS Virgin Racing Formula E Team | 3      |
| 24   | Mike Conway            | Faraday Future Dragon Racing    | 0      |
| 25   | Qinghua Ma             | Techeetah                       | 0      |

### Teamwertung
| Pos. | Team                            | Punkte |
| ---- | ------------------------------- | ------ |
| 01   | Renault e.dams                  | 268    |
| 02   | ABT Schaeffler Audi Sport       | 248    |
| 03   | Mahindra Racing Formula E Team  | 215    |
| 04   | DS Virgin Racing Formula E Team | 190    |
| 05   | Techeetah                       | 156    |

| Pos. | Team                         | Punkte |
| ---- | ---------------------------- | ------ |
| 06   | NextEV NIO                   | 59     |
| 07   | Andretti Formula E           | 34     |
| 08   | Faraday Future Dragon Racing | 33     |
| 09   | Venturi Formula E Team       | 30     |
| 10   | Panasonic Jaguar Racing      | 27     |